# Patrick Bamford
Patrick James Bamford (* 5. září 1993, Grantham, Anglie) je anglický fotbalový útočník, který hraje v anglickém klubu Leeds United FC, do kterého přestoupil v roce 2018. Nastupoval za anglickou fotbalovou reprezentaci do 21 let, také byl součástí Irské reprezentace do 18 let. Byl také součástí londýnského celku Chelsea FC. Když hrál za Chelsea prošel si několika hostováními, takže zasáhl pouze do mála utkání.

## Mládí
Patrick Bamford se narodil v Granthamu. V osmi letech se připojil k akademii anglického druholigového týmu Nottingham Forest.

## Klubová kariéra

### Nottingham Forest
Debutoval 31. prosince 2011 proti Cardiff City, když v 79. minutě vystřídal Matta Derbyshireho.

### Chelsea
31. ledna 2012 Patrick přestoupil do Chelsea za 1,5 milionů £. S londýnským velkoklubem podepsal pětiletou smlouvu. 8. února začal trénovat s A-týmem. Za rezervu debutoval proti Gillinghamu.

### MK Dons (hostování)
22. listopadu 2012 odešel na půlroční hostování do třetiligového Milton Keynes. Debutoval 25. listopadu proti Colchester United a připsal si 3 asistence.
31. ledna 2013 prodloužil hostování do konce sezóny. Do konce sezóny v dresu MK Dons celkem 21 gólů ve 44 zápasech. K tomu všemu si připsal 6 asistencí.

### Derby County (hostování)
3. ledna odešel na sezónní hostování do druholigového Derby County. Debutoval 10. ledna proti Leicesteru City, když v 55. minutě vystřídal Dawkinse (prohra 1:4). Svůj premierový gól v dresu The Rams vstřelil hned v dalším zápase proti Brightonu, když v 76. minutě rozhodl o výhře Derby County. Celkem ve 23 zápasech vstřelil 8 gólů a asistoval čtyřikrát.

### Middlesbrough (hostování)
29. srpna se na půlroční hostování připojil do druholigového Middlesbroughu. Debutoval 30. srpna proti Readingu FC (prohra 0:1). Svůj první gól v dresu Boro si připsal 20. září proti Brentfordu (výhra 4:0). 23. září v třetím kole Capital One Cupu byl v nastaveném čase prodloužení ve vápně faulován Kolo Tourém. Penaltu poté sám proměnil a srovnal skóre na 2:2. Boro ale nakonec vypadlo po penaltovém rozstřelu který skončil 14:13 ve prospěch Liverpoolu. 31. prosince prodloužil hostování do konce sezóny.
24. ledna 2015 vstřelil úvodní gól ve 4 kole FA Cupu proti úřadujícímu mistrovi Premier League a pomohl tak svému týmu k výhře 2:0 a postupu do dalšího kola, kde se Middlesbrough utkal 15.2.2015 s Arsenalem (prohra 0:2, Bamford odehrál 54 minut).

### Crystal Palace (hostování)
21. července podepsal s Chelsea nový tříletý kontrakt a odešel na hostování do Crystal Palace. V londýnském týmu debutoval 16. srpna proti Arsenalu, když na hřiště nastoupil na posledních 10 minut.
28. prosince se před zápasem se Swansea City rozhodl ukončit své hostování z důvodu malé herní vytíženosti (v Premier League odehrál pouhých 119 minut). Do Chelsea se vrátil v rámci zimního přestupového období 1. 1. 2016.

### Norwich City (hostování)
30. ledna 2016 odešel na půlroční hostování do prvoligového týmu Norwich City FC. Zde nastoupil v sedmi soutěžních utkáních a odehrál celkem 235 minut. Střelecky se ani jednou neprosadil.

### Burnley (hostování)
Na konci srpna se přesunul další na roční hostování, tentokrát do prvoligového Burnley FC.

## Reprezentační kariéra
Patrick Bamford nastupoval za irskou reprezentaci do 18 let, anglickou reprezentaci do 18 a 19 let. Momentálně hraje za anglickou reprezentaci do 21 let.
Partick se měl původně zúčastnit Mistrovství Evropy do 21 let 2015, které se konalo v České republice, ale kvůli zranění ze soupisky vypadl.